# Monsenhor Hipólito
Monsenhor Hipólito este un oraș în Piauí (PI), Brazilia.